# L'Inconnu de Strasbourg
Pour plus de détails, voir Fiche technique et Distribution.
L'Inconnu de Strasbourg est un film français réalisé par Valeria Sarmiento, sorti en 1998.

## Synopsis
Jean-Paul est l'amant de Madeleine qui vient d'assassiner son mari. 
Amnésique après un accident de voiture, il apprend sa véritable identité, Christian Vogel, héritier d'une grande fortune, le 13 octobre, au restaurant Gretel, à Strasbourg.

## Fiche technique
- Titre : L'Inconnu de Strasbourg
- Réalisation : Valeria Sarmiento
- Scénario : Valeria Sarmiento, Raoul Ruiz, Gérard Mordillat, Évelyne Pieiller
- Photographie : Acácio de Almeida
- Montage : Rudolfo Wedeles
- Musique originale : Jorge Arriagada
- Directeur artistique : Yves Fournier
- Costumes : Carine Sarfati
- Producteur : Paulo Branco
- Pays d'origine :  France
- Format : couleur
- Genre : thriller
- Durée : 100 minutes (1 h 40)
- Dates de sortie :
  - France : 19 août 1998

## Distribution
- Ornella Muti : Madeleine Wals
- Charles Berling : Jean-Paul
- Johan Leysen : Bastien, frère de Jean-Paul
- Christian Vadim : l'inspecteur Audiard
- Laurence Masliah : Magda Vogel
- Francis Freyburger : Orgel
- Dinah Faust : la voyante
- Jacques Pieiller : Robert Wals
- Georges Du Fresne : Allumet
- André Pomarat : le majordome des Vogel
- Marie Payen : Claudia, sœur de Vogel
- Christophe Feltz : Kalus, époux de Claudia
- Luc Schillinger : le maître d'hôtel chez Gretel
- Catherine Pietri : Berthe
- Martin Adamiec : le peintre
- Romain Mercier : le garagiste